# Computerspielemuseum Berlin
Pour l’article homonyme, voir Musée du jeu vidéo.

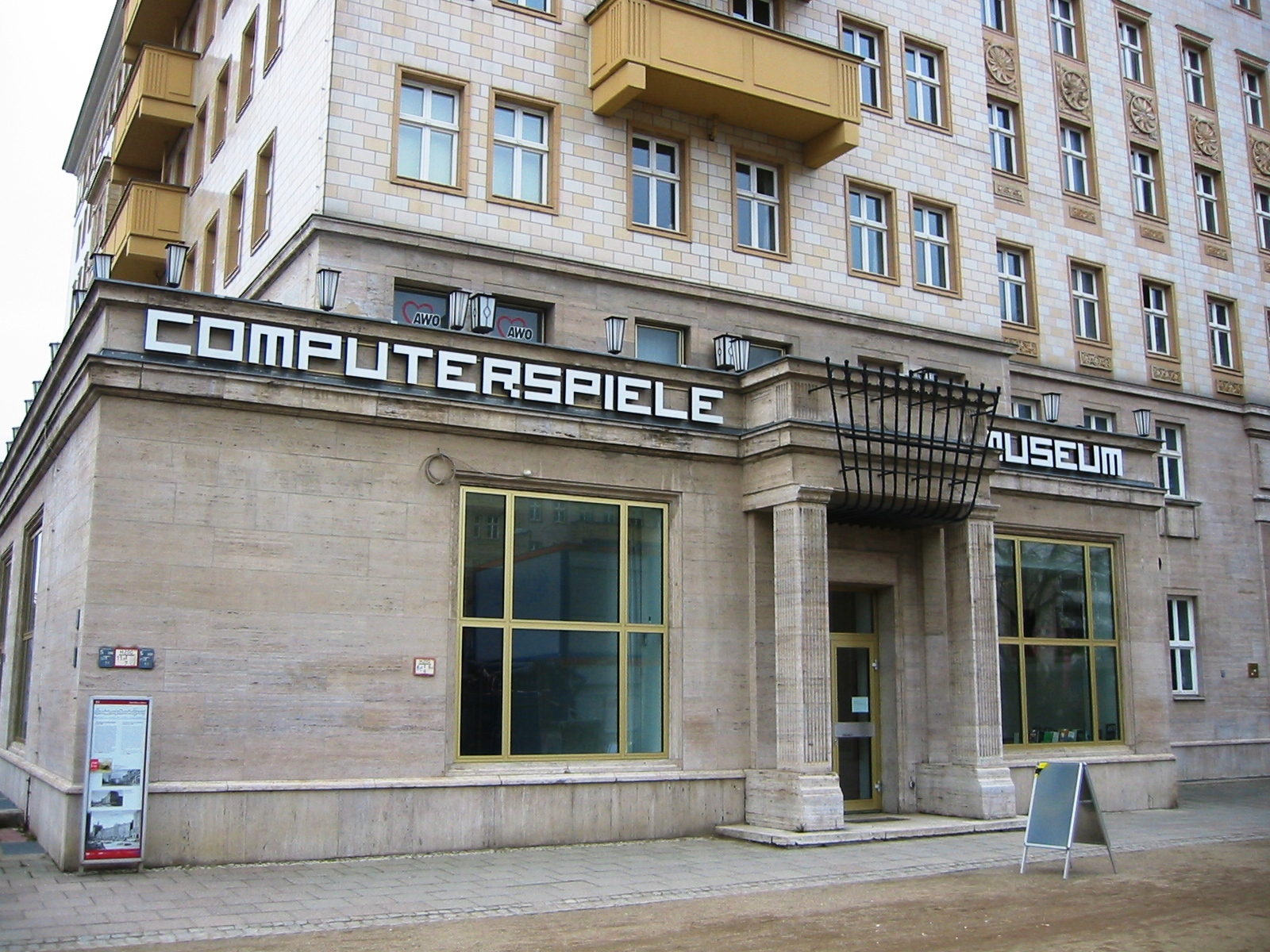
Le musée des jeux vidéo à Berlin

Le musée des jeux vidéo sur ordinateur de Berlin (en allemand : Computerspielemuseum Berlin) est un musée consacré aux jeux vidéo, fondé en 1997 et situé à Berlin, Allemagne. 